# Storm (singolo Theatre of Tragedy)
Storm è il quinto singolo della gothic metal band norvegese Theatre of Tragedy pubblicato il 24 febbraio 2006 come anteprima dell'omonimo album da cui è stato estratto.

## Tracce
1. Storm – 3:45
2. Begin and End – 4:25
3. Beauty of Deconstruction – 4:10
4. Storm (Tornado Mix) – 5:23

## Formazione
- Raymond I. Rohonyi – voce maschile
- Nell Sigland – voce femminile
- Frank Claussen – chitarra
- Vegard K. Thorsen – chitarra
- Lorentz Aspen – tastiere
- Hein Frode Hansen – batteria